# Marva Hicks
Marva Denise Hicks (5 de mayo de 1956 - 16 de septiembre de 2022) fue una cantante y actriz de R&B estadounidense. Firmó con Polydor a finales de los años 1980, grabó su álbum homónimo en 1991, y más tarde trabajó en el teatro de Broadway y en televisión.

## Vida y carrera
Hicks nació y creció en Petersburg, Virginia, y estudió en la Universidad Howard. 
Inicialmente cantante de góspel, grabó música secular comercial a fines de la década de 1970, lanzando primero su sencillo debut «Looking Over My Shoulder» en 1978, antes de ser miembro del quinteto de corta duración Eighties Ladies. El quinteto lanzó su único álbum Ladies of the 80s en 1980, que fue producido íntegramente por Roy Ayers y Edwin Birdsong. En 1991, Hicks lanzó su álbum debut homónimo y obtuvo su mayor éxito en las listas con el sencillo «Never Been in Love Before», escrito y producido por Jimmy Scott. El disco alcanzó el puesto número siete en las listas de R&B en 1991, al que le siguieron dos sencillos. El 16 de julio de 1996, actuó como corista de Michael Jackson en un concierto gratuito en el Anfiteatro del Parque Jerudong en Bandar Seri Begawan (Brunéi). El concierto se realizó para celebrar el quincuagésimo cumpleaños de Hassanal Bolkiah, sultán de Brunéi, y contó con la presencia de la familia real de Brunéi. Como parte de la lista de canciones, Hicks cantó la parte femenina del dueto «I Just Can't Stop Loving You» con Jackson. También actuó como cantante de fondo durante el HIStory World Tour de Michael Jackson.
También actuó como Rafiki en El Rey León, como suplente de la actriz principal. Sus otros créditos en Broadway incluyen Motown: The Musical y Lena Horne, The Lady and Her Music. Ganó el premio Helen Hayes por su trabajo teatral en tres ocasiones. 
En televisión, interpretó a T'Pel, la esposa de Tuvok, en dos episodios de Star Trek: Voyager, y apareció en varios otros papeles recurrentes en otras series. Ella cantó la canción góspel «There's No Hiding Place Down Here» en el episodio de Babylon 5 «And the Rock Cried Out, No Hiding Place».
En 2013, Hicks apareció en el álbum Mosquito de Yeah Yeah Yeahs, actuando como parte de Broadway Inspirational Voices en el primer sencillo «Sacrilege».
Murió en la ciudad de Nueva York el 16 de septiembre de 2022, a los 66 años.

## Discografía

### Álbumes de estudio
- Ladies of the 80s (con Eighties Ladies) (1980, Uno Melodic)
- Marva Hicks (1991, Polydor)

### Individual
- «Looking Over My Shoulder» (1978, Infinity)
- «I Goy You Where I Want» (1991, Polydor)
- «Never Been in Love Before» (1991, Polydor)
- «One Good Reason» (1991, Polydor)

## Filmografía

### Cine
| Año  | Título                                       | Papel               | Notas                    |
| ---- | -------------------------------------------- | ------------------- | ------------------------ |
| 1987 | Enemy Territory                              | Mujer histérica     |                          |
| 1993 | Bodies, Rest & Motion                        | Cantante            |                          |
| 1995 | Virtuosity                                   | Talento en pantalla |                          |
| 1995 | Alien Nation: Body and Soul                  | Balboa              | Película para televisión |
| 1996 | For the Future: The Irvine Fertility Scandal | Tania               | Película para televisión |
| 1998 | The Brave Little Toaster Goes to Mars        | Cantante (voz)      | Video                    |
| 1999 | Asunder                                      | Roberta Williams    |                          |
| 2000 | In a Blue Mood                               | Iris Blue           | Corto                    |
| 2005 | On the One                                   | Cora Lee            |                          |
| 2007 | AfterLife                                    | Alicia              | Corto                    |
| 2013 | Labor Day                                    | Ancla matutina      |                          |

### Televisión
| Año       | Título                     | Papel               | Notas                                                    |
| --------- | -------------------------- | ------------------- | -------------------------------------------------------- |
| 1992–93   | L.A. Law                   | Lee Johnson         | Episodios: «Love on the Rox» y «Spanky and the Art Gang» |
| 1993–95   | Loco por ti                | Remy                | Reparto recurrente: temporadas 2–3                       |
| 1994      | The Bold and the Beautiful | Azafata             | Episodio: «Episode #1.1745»                              |
| 1994      | The Sinbad Show            | Rachel              | Episodio: «Love Lessons»                                 |
| 1994      | South Central              | -                   | Episodio: «CO-op»                                        |
| 1994–96   | Sister, Sister             | Varios              | 4 episodios                                              |
| 1995–2000 | Star Trek: Voyager         | T'Pel               | Reparto invitado: temporadas 2, 5 y 7                    |
| 1996      | Babylon 5                  | Cantante            | Episodio: «And the Rock Cried Out, No Hiding Place»      |
| 1997–98   | One Life to Live           | Jacara Principal    | Reparto recurrente                                       |
| 2008      | E! True Hollywood Story    | Ella misma          | Episodio: «Star Jones»                                   |
| 2013      | House of Cards             | Estratega 1         | Episodio: «Capítulo 5»                                   |
| 2015      | Daredevil                  | Fiscal del distrito | Episode: «Daredevil»                                     |
| 2016      | Search Party               | Virginia            | Episodio: «The Return of the Forgotten Phantom»          |
| 2017      | The Blacklist              | Jueza               | Episodio: «Smokey Putnum (No. 30)»                       |
| 2019      | Madam Secretary            | Jefa Clerk          | Episodio: «The New Normal»                               |